# Línea R11 (Canelones)
La línea R11 es una línea urbana de Canelones, une la ciudad de Pando con Salinas.

## Características

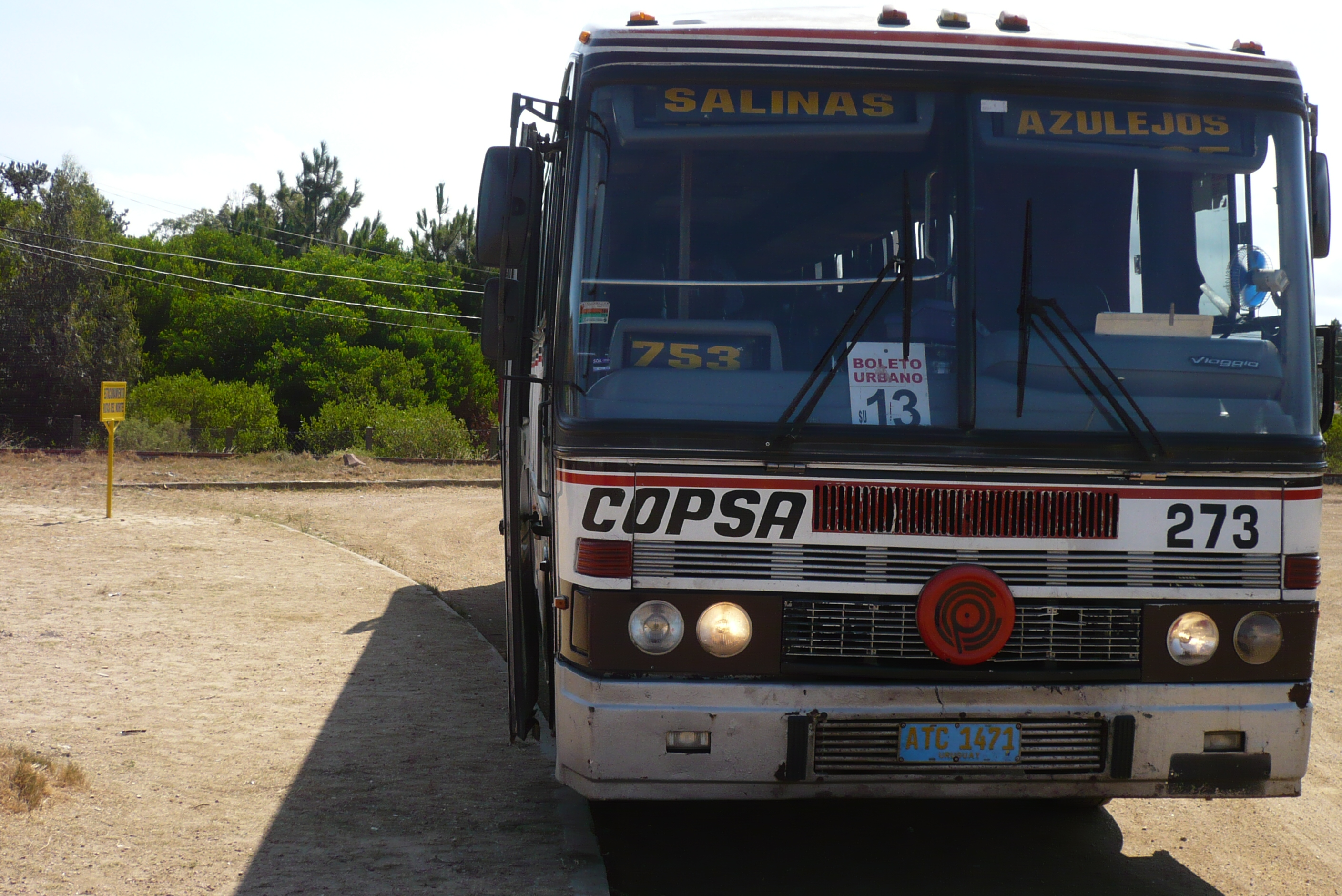
Línea 753 cuando aún era operada por la Compañía de Ómnibus de Pando.

Creada en sus inicios como línea 753 y operada por la Compañía de Ómnibus de Pando, quien en el año 2013 decidió renunciar a su operación, siendo adquirida ese mismo año por la empresa Rutas del Norte quien continuó su operación con la misma denominación. Posteriormente, de la línea 753 surgen las líneas R11 y R12.

## Recorridos
Circula en ambos sentidos por las ciudades de Pando, Empalme Olmos, los barrios Piedra del Toro, la Montañesa, Mataojo y las ciudades de Neptunia, Pinamar y Salinas.

### Ida
| - Cementerio de Pando - Ruta 75 - Iturria - Wilson Ferreira Aldunate - Luis Correch - Luis Alberto de Herrera - Ruta 8 vieja - Ruta 82 - Treinta y Tres Orientales - Calle Canelones - Ruta 8 - Ruta 34 - Ruta Interbalnearia - Avenida los Pinos - Abayubá - Rambla Costanera - Avenida Julieta - Ruta 87 (Salinas) | - Ruta 87 - Avenida Julieta - Rambla Costanera - Abayubá - Avenida de los Pinos - Ruta Interbalnearia - Ruta 34 - Ruta 8 - Calle Canelones - Treinta y Tres Orientales - General Artigas - Ruta 82 - Ruta 8 - Ruta 8 vieja - Luis Alberto de Herrera - Garibaldi - Wilson Ferreira Aldunate - Roosevelt - Canelones - Iturria - Ruta 75 |